# Naturale (Grazia Di Michele)
Naturale è un album della cantautrice italiana Grazia Di Michele, pubblicato nel 2001 dalla Edel Music e dalla Compagnia Nuove Indye e prodotto da Lucio Fabbri e Filippo De Laura.
Con quest'album l'artista ritorna alla discografia dopo ben 6 anni di assenza. L'interruzione del contratto con la Sony e il trasferimento a Roma determinano un cambiamento che trapela anche nei temi e nei suoni dell'album: innanzitutto un'etichetta indipendente (fatto nuovo per la Di Michele), e poi un nuovo produttore (Filippo De Laura) che è etnomusicologo e introduce nuovi suoni. Il risultato è un album arioso in cui prevalgono atmosfere simili all'album di maggior successo della cantautrice (Le ragazze di Gauguin), ma con contenuti rinnovati: il dramma della separazione nel rapporto madre-figlio (A mio figlio), la fugacità dell'amore (Tutto passa e Batticuore, cantata in duetto con Luca Madonia), la difficoltà nel muoversi nel mondo dello show business (Tutta colpa dell'inciso).

## Tracce
1. Tutta colpa dell'inciso – 3:46
2. Desidero desiderare – 4:07
3. Amore di passaggio – 3:14
4. Chi ama – 3:52
5. A mio figlio – 4:11
6. Disamorato – 4:10
7. Bufera di rose – 3:40
8. Il tempio – 3:21
9. Tutto passa – 4:23
10. Batticuore – 4:24